# 和歌山県道212号栄岩崎線
和歌山県道212号栄岩崎線（わかやまけんどう212ごう さかえいわさきせん）は、和歌山県西牟婁郡白浜町から西牟婁郡上富田町に至る一般県道である。

## 概要
西牟婁郡白浜町才野から西牟婁郡上富田町岩崎に至る。

### 路線データ
- 起点：和歌山県西牟婁郡白浜町才野[要出典]（才野ランプ交差点、和歌山県道34号白浜温泉線交点）
- 終点：和歌山県西牟婁郡上富田町岩崎[要出典]（郵便橋交差点、国道42号・和歌山県道31号田辺白浜線交点）
- 実延長：8.088 km

## 歴史
- 1973年（昭和48年）8月2日 - 和歌山県が一般県道として栄岩崎線を認定[1]。

## 路線状況

### 重複区間
和歌山県道34号白浜温泉線（西牟婁郡白浜町栄・白浜駅前交差点 - 西牟婁郡白浜町栄）

## 地理

### 通過する自治体
- 和歌山県
  - 西牟婁郡白浜町 - 西牟婁郡上富田町

### 交差する道路
| 交差する道路                          | 市町村名 | 市町村名 | 交差する場所 | 交差する場所            |
| ------------------------------------- | -------- | -------- | ------------ | ----------------------- |
| 和歌山県道34号白浜温泉線              | 西牟婁郡 | 白浜町   | 才野         | 才野ランプ交差点 / 起点 |
| 和歌山県道34号白浜温泉線              | 西牟婁郡 | 白浜町   | 中           | 白浜インター西交差点    |
| 和歌山県道34号白浜温泉線 重複区間起点 | 西牟婁郡 | 白浜町   | 栄           | 白浜駅前交差点          |
| 和歌山県道34号白浜温泉線 重複区間終点 | 西牟婁郡 | 白浜町   | 栄           |                         |
| 国道42号 和歌山県道31号田辺白浜線     | 西牟婁郡 | 上富田町 | 岩崎         | 郵便橋交差点 / 終点     |

### 交差する鉄道
- 紀勢本線

### 沿線
- アドベンチャーワールド（起点付近）
- 白浜町立南白浜小学校
- JR西日本紀勢本線 紀伊富田駅
- 富田川